# Годла, Денис
Денис Годла (словац. Denis Godla; род. 4 апреля 1995 года, Кежмарок, Словакия) — словацкий хоккеист, вратарь. Выступает за клуб чешской Экстралиги «Рытиржи Кладно».

## Карьера
Воспитанник хоккейной школы ХК «Спишска Нова Вес». Выступал за ХК «Спишска Нова Вес», «Слован» (Братислава), ХК «Пиештяни», «Оранж 20» (Братислава), «Хермес» (Финляндия), «КалПа» (Куопио).
В чемпионате КХЛ — 4 матча. В чемпионатах Словакии — 20 матчей, во второй словацкой лиге — 9 матчей, во второй финской лиге — 46 матчей, в чемпионате Финляндии — 106 матчей, в сборной Словакии — 13 матчей, в Лиге чемпионов — 5 матчей, в Кубке Шпенглера — 2 матча.
В составе молодежной сборной Словакии участник чемпионатов мира 2014 и 2015. В составе юниорской сборной Словакии участник чемпионата мира 2013. В составе основной словацкой сборной участник чемпионатов мира 2018 (был 3-м вратарем) и 2019 (провёл 2 игры).

## Достижения

### Командные
- Обладатель Кубка Шпенглера 2018
- Серебряный призёр чемпионата Финляндии 2017
- Бронзовый призёр молодёжного чемпионата мира 2015

### Личные
- Самый ценный хоккеист, лучший вратарь и член символической сборной молодёжного чемпионата мира 2015
- Лучший вратарь и член первой символической сборной финской второй лиги 2016